# اتحاد آسيان لكرة القدم
اتحاد آسيان لكرة القدم تأسس في 31 يناير 1984 ويضم في عضويته 12 اتحاد.

## أعضاء الاتحاد
| رمز | عضو                  | انضم | الفريق الوطني                                                           |
| --- | -------------------- | ---- | ----------------------------------------------------------------------- |
| AUS | أستراليا             | 2013 | (Men، منتخب أستراليا لكرة القدم للسيدات)                                |
| BRU | بروناي (عضو مؤسس)    | 1984 | (منتخب بروناي لكرة القدم)                                               |
| CAM | كمبوديا              | 1996 | (منتخب كمبوديا لكرة القدم، منتخب كمبوديا لكرة القدم للسيدات)            |
| IDN | إندونيسيا (عضو مؤسس) | 1984 | (منتخب إندونيسيا لكرة القدم، منتخب إندونيسيا الوطني لكرة القدم للسيدات) |
| LAO | لاوس                 | 1996 | (منتخب لاوس لكرة القدم، منتخب لاوس الوطني لكرة القدم للسيدات)           |
| MAS | ماليزيا (عضو مؤسس)   | 1984 | (منتخب ماليزيا لكرة القدم، منتخب ماليزيا الوطني لكرة القدم للسيدات)     |
| MYA | ميانمار              | 1996 | (منتخب ميانمار لكرة القدم، منتخب ميانمار الوطني لكرة القدم للسيدات)     |
| PHI | الفلبين (عضو مؤسس)   | 1984 | (منتخب الفلبين لكرة القدم، منتخب الفلبين الوطني لكرة القدم للسيدات)     |
| SIN | سنغافورة (عضو مؤسس)  | 1984 | (منتخب سنغافورة لكرة القدم، منتخب سنغافورة الوطني لكرة القدم للسيدات)   |
| THA | تايلاند (عضو مؤسس)   | 1984 | (منتخب تايلاند لكرة القدم، منتخب تايلاند لكرة القدم للسيدات) )          |
| TLS | تيمور الشرقية        | 2004 | (منتخب تيمور الشرقية لكرة القدم، Women)                                 |
| VIE | فيتنام               | 1996 | (منتخب فيتنام لكرة القدم، منتخب فيتنام الوطني لكرة القدم للسيدات)       |

## قائمة الدول
- أستراليا
- بروناي
- كمبوديا
- تيمور الشرقية*
- إندونيسيا
- لاوس
- ماليزيا
- ميانمار
- الفلبين
- سنغافورة
- تايلاند
- فيتنام

*إنضم في 2004

## روابط خارجية
- الموقع الرسمي